# أين كنت
وير هاف يو بين هي أغنية سجلتها المغنية البربادوسية ريانا لألبومها الإستديو السادس، توك ذات توك (2011). الأغنية من كتابة إستر دين، ولوكاس "دكتور لوك" جوتوالد، وهنري «سركت» والتر، وجيف ماك، وكالفين هاريس. صدرت «وير هاف يو بين» كأغنية منفردة ثالثة عالمياً من الألبوم يوم 8 مايو، 2012. الأغنية من نوع الدانس-بوب، والتكنو، والهاوس التي تحتوي على تأثير الترانس، والآر أند بي، والهيب هوب. كلمات الأغنية تتحدث عن المرأة التي تبحث عن شريك يرضيها.

## التسجيل والإنتاج

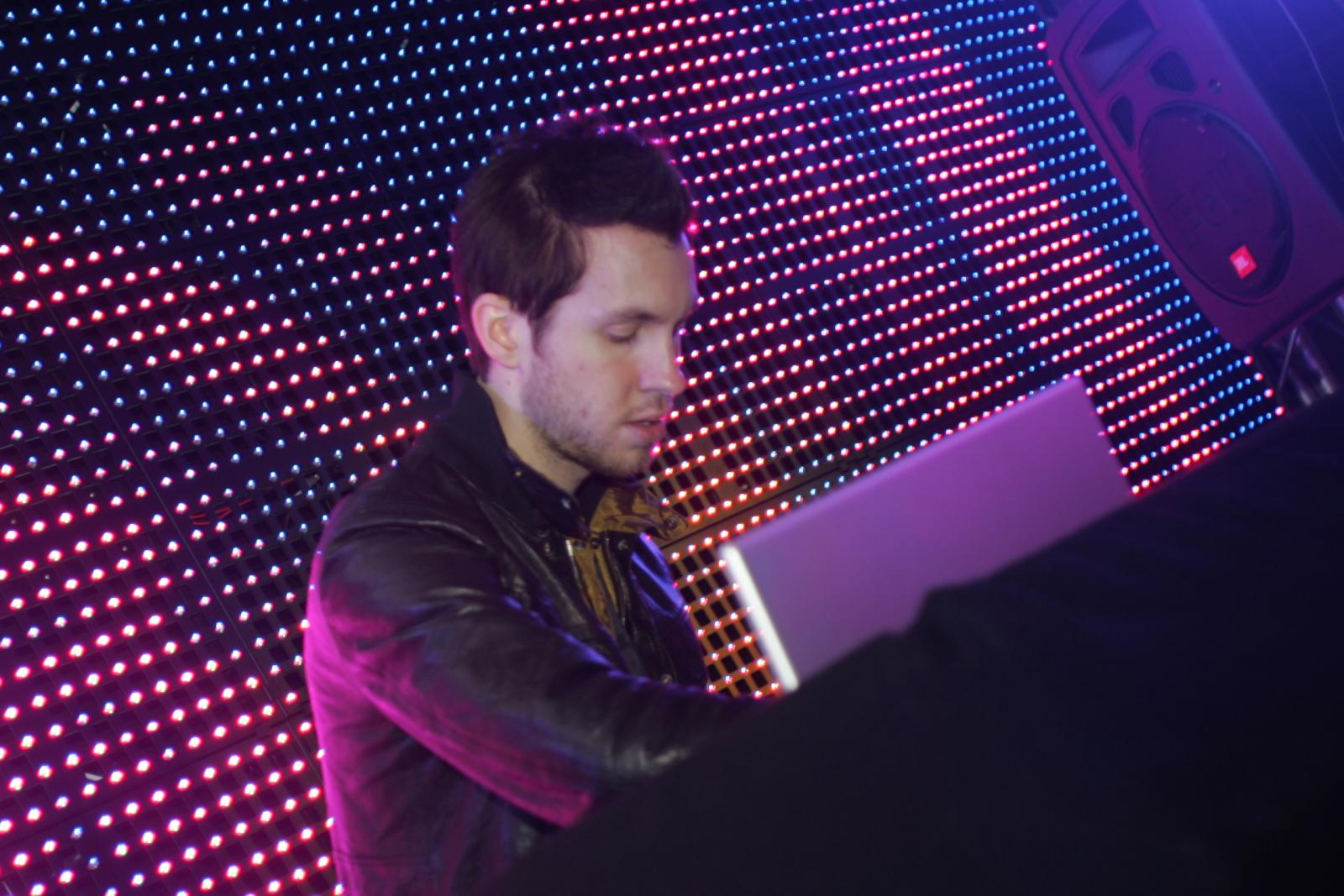
شارك كالفين هاريس في كتابة وإنتاج "وير هاف يو بين".

"وير هاف يو بين" من كتابة إستر دين، وجيف ماك، ولوكاس "دكتور لوك" جوتوالد، وكالفين هاريس، وهنري "سركت" والتر، مع الإنتاج، والأجهزة، والبرمجة، من قبل دكتور لوك، وكالفين هاريس، وسركت". الأغنية تحتوي على عينة موسيقية من أغنية جيف ماك "آي هاف بين إفري وير". تم تسجيل الأغنية من قبل كوك هاريل وماركوس توفار في استوديوهات إيتي سفن فورتين في لوس أنجلوس، كاليفورنيا، وفي استوديوهات آيكنوسيكرت في برينتووود، كاليفورنيا. كوك وتوفار كانوا أيضاً مهندسين الصوت وتم مساعدتهم من قبل جنيفر روزاليس. تم مزج الأغنية من قبل سيربان غينيا.

## الإصدار والترويج
صدرت «وير هاف يو بين» كأغنية منفردة ثالثة عالمياً من الألبوم يوم 8 مايو، 2012. قامت ريانا بأداء «وير هاف يو بين» لأول مرة في حفل ما بعد جوائز الغرامي الخيري لجمع التبرعات، جنباً إلى جنب مع «وي فوند لوف»، يوم 13 فبراير، 2012. في 15 أبريل، 2012، غنت الأغنية في مهرجان كواتشيلا فالي للموسيقى والفنون، مرة أخرة مع «وي فوند لوف». في 5 مايو، 2012، غنت الأغنية في ساترداي نايت لايف في الولايات المتحدة. غنتها أيضاً في حفل خيري بعنوان روبن هود في مدينة نيويورك، 2012. قامت ريانا بأداء الأغنية في نهاية الموسم الحادي عشر من أمريكان آيدول في 23 مايو، 2012. غنت الأغنية أيضاً في راديو 1 هاكني ويك إند في 24 يونيو، 2012.

## استقبال النقاد
تلقت «وير هاف يو بين» ردود فعل إيجابية من نقاد الموسيقى. كتب آندي كلمان من Allmusic أن «وير هاف يو بين»، جنباً إلى جنب مع أغنية الألبوم المنفردة الأولى «وي فوند لوف»، من أفضل أغاني الدانس في الألبوم توك ذات توك. قارن غريغ كوت من Chicago Tribune «وير هاف يو بين» مع «وي فوند لوف» لكونهما متشابهتان. كتبت جوليان اسكوبيدو من Spin بأن الأغنية مناسبة للمهرجانات الكبيرة. مدح جون كارامانيكا من The New York Times كلا الأغنيتين، ولكن كتب بأن «وير هاف يو بين» أفضل. قارن مارك غراهام من VH1 الأغنية إلى واحدة من أغاني ريانا المنفردة السابقة من ألبومها الإستديو الثالث غود غرل غون باد، «دونت ستوب ذا ميوزك»، وكتب «من المؤكد أن وير هاف يو بين سوف تكون واحدة من أنجح أغاني ريانا الدانس منذ دونت ستوب ذا ميوزك».

## الأداء التجاري

### أمريكا الشمالية
في الولايات المتحدة، دخلت «وير هاف يو بين» لأول مرة على الرسم البياني الأمريكي بيلبورد هوت 100 يوم 10 ديسمبر، 2011، في المركز الخامس والستين عند صدور الألبوم، مع المبيعات الرقمية التي وصلت إلى 39,000 نسخة. عندما صدرت كأغنية منفردة، الأغنية رجعت مرة أخرى إلى الرسم البياني في المركز الثامن والسبعين يوم 12 مايو، 2012. في 7 يوليو، 2012، بلغت الأغنية ذروتها في المركز الخامس. ريانا هي الفنان الوحيد الذي لديه أغاني كثيرة في المراكز العشرة على الهوت 100 في فترة قصيرة، مع اثنين وعشرين أغنية داخل المراكز العشرة الأولى على هذا الرسم البياني في غضون سبع سنوات.

### أوروبا وأوقيانوسيا
عند صدور توك ذات توك، دخلت «وير هاف يو بين» في المركز الثامن والواحد والستين على الرسم البياني لأغاني الدانس والأغاني المنفردة يوم 28 نوفمبر، 2011، على التوالي. بعد صدور الأغنية المصورة، دخلت مرة أخرى على الرسم البياني للأغاني المنفردة في المركز الواحد والعشرين، والمركز الثالث على الرسم البياني لأغاني الدانس، على التوالي. الأغنية بلغت ذروتها في المركز السادس على الرسم البياني للأغاني المنفردة. باعت 422,200 نسخة في المملكة المتحدة في 2012. بلغت «وير هاف يو بين» ذروتها في المركز الثاني في فرنسا وباعت 104,500 نسخة في 2012.
دخلت «وير هاف يو بين» لأول مرة على الرسم البياني الأسترالي يوم 4 ديسمبر، 2011، في المركز السادس والأربعين. الأغنية بلغت ذروتها في المركز السادس في الأسبوع السادس من تواجدها على الرسم البياني. حصلت على شهادة مزدوجة من البلاتينيوم من قبل اتحاد صناعة التسجيلات الأسترالية، تدل على 140,000 نسخة بيعت. دخلت الأغنية لأول مرة على الرسم البياني النيوزيلندي يوم 2 أبريل، 2012، في المركز التاسع عشر. في وقت لاحق، الأغنية بلغت ذروتها في المركز الرابع لمدة أسبوعين متتاليين. حصلت على شهادة البلاتينيوم من قبل رابطة صناعة التسجيلات النيوزيلندية، تدل على شحن 15,000 نسخة.

## الجوائز والترشيحات
| السنة | الحفل                                        | البلد المضيف                     | الفئة               | النتيجة | المصادر |
| ----- | -------------------------------------------- | -------------------------------- | ------------------- | ------- | ------- |
| 2012  | جوائز إم بي 3 الموسيقية                      |                                  | أفضل / أنثى / مغنية | فوز     | [ 27 ]  |
| 2012  | جوائز 40 برينسبالس أمريكا                    |                                  | أفضل أغنية عالمية   | رُشِّح     | [ 28 ]  |
| 2012  | جوائز إم تي في للأغاني المصورة               |                                  | أفضل تصميم رقص      | رُشِّح     | [ 29 ]  |
| 2012  | جوائز إم تي في للأغاني المصورة               | أفضل مؤثرات بصرية                | رُشِّح                 |         | [ 29 ]  |
| 2012  | جوائز إم تي في بلاتينيوم لأكثر فيديو تم عرضه | بلاتينيوم                        | فوز                 | [ 30 ]  |         |
| 2012  | جوائز سول ترين الموسيقية                     | أفضل أداء دانس                   | رُشِّح                 | [ 31 ]  |         |
| 2013  | جوائز آيسكاب بوب الموسيقية                   | الأغنية الأكثر أداءً              | فوز                 | [ 32 ]  |         |
| 2013  | جوائز بيلبورد الموسيقية                      | أفضل أغنية دانس                  | رُشِّح                 | [ 33 ]  |         |
| 2013  | جوائز بي إم آي بوب                           | الأغنية الأكثر أداءً              | فوز                 | [ 34 ]  |         |
| 2013  | جوائز الغرامي                                | أفضل أداء بوب منفرد              | رُشِّح                 | [ 35 ]  |         |
| 2013  | جوائز موسيقى الدانس العالمية                 | أفضل أغنية آر أند بي/آيربان دانس | فوز                 | [ 36 ]  |         |
| 2013  | جوائز إن آر جي الموسيقية                     |                                  | فيديو السنة         | رُشِّح     | [ 37 ]  |

## الأغنية المصورة
الأغنية المصورة لأغنية «وير هاف يو بين» تم تصويرها في 7 مارس، و 8 مارس، و 9 مارس، 2012 في لوس أنجلوس، كاليفورنيا من إخراج ديف مايرز.
| أين كنت | لأن جدول أعمالي دائماً مشغول للغاية، لم يسمح لنا بقضاء بعض الوقت للتمرين على خطوات رقص - ريانا تتحدث عن الخوض في تمارين تصميم الرقص للأغنية المصورة. | أين كنت |

## قائمة أغاني الأغنية المنفردة
| - تحميل رقمي 1. «وير هاف يو بين» — 4:03 - كالفين هاريس إكستينتيد ريمكس - تحميل رقمي 1. «وير هاف يو بين» (كالفين هاريس إكستينتيد ريمكس) — 6:01 - أسطوانة منفردة ألمانية، نمساوية وسويسرية 1. «وير هاف يو بين» (نسخة الألبوم) — 4:02 2. «وير هاف يو بين» (هيكتور فونسيكا راديو إديت) — 3:57 - ريمكسات مطولة عالمية 1. «وير هاف يو بين» (هارد ويل كلوب مكس) — 6:34 2. «وير هاف يو بين» (بيبر تشيسر ريمكس) — 6:35 3. «وير هاف يو بين» (هيكتور فونسيكا راديو إديت) — 3:57 4. «وير هاف يو بين» (فايس إديت) — 3:39 | - ريمكسات مطولة أمريكية 1. «وير هاف يو بين» (هارد ويل كلوب مكس) — 6:34 2. «وير هاف يو بين» (هارد ويل إنسترمنتل) — 6:34 3. «وير هاف يو بين» (بيبر تشيسر ريمكس) — 6:35 4. «وير هاف يو بين» (بيبر تشيسر إنسترمنتل) — 6:34 5. «وير هاف يو بين» (هيكتور فونسيكا راديو إديت) — 3:56 6. «وير هاف يو بين» (هيكتور فونسيك ريمكس) — 8:00 7. «وير هاف يو بين» (هيكتور فونسيك دب) — 6:38 8. «وير هاف يو بين» (فايس كلوب مكس) — 5:35 9. «وير هاف يو بين» (فايس إنسترمنتل) — 5:36 |

## الرسوم البيانية
| الرسم البياني (2012)                                        | المركز | المصادر |
| ----------------------------------------------------------- | ------ | ------- |
| أستراليا (ARIA)                                             | 6      | [ 43 ]  |
| النمسا (Ö3 Austria Top 40)                                  | 20     | [ 44 ]  |
| بلجيكا (Ultratop 50 Flanders)                               | 9      | [ 45 ]  |
| بلجيكا (Ultratop 50 Wallonia)                               | 6      | [ 46 ]  |
| البرازيل (Hot 100 Airplay)                                  | 37     | [ 47 ]  |
| البرازيل (Hot Pop Songs)                                    | 1      | [ 48 ]  |
| بلغاريا (IFPI)                                              | 3      | [ 49 ]  |
| كندا (Canadian Hot 100)                                     | 5      | [ 50 ]  |
| كرواتيا (Airplay Radio)                                     | 7      | [ 51 ]  |
| جمهورية التشيك (IFPI)                                       | 5      | [ 52 ]  |
| الدنمارك (Tracklisten)                                      | 4      | [ 53 ]  |
| فنلندا (Suomen virallinen lista)                            | 13     | [ 54 ]  |
| فرنسا (SNEP)                                                | 2      | [ 55 ]  |
| ألمانيا (Media Control Charts)                              | 17     | [ 56 ]  |
| هندوراس (Honduras Top 50)                                   | 4      | [ 57 ]  |
| المجر (Rádiós Top 40)                                       | 2      | [ 58 ]  |
| المجر (Dance Top 40)                                        | 10     | [ 58 ]  |
| آيسلندا (Lagalistinn)                                       | 13     | [ 59 ]  |
| أيرلندا (IRMA)                                              | 8      | [ 60 ]  |
| اليابان (Billboard Japan Hot 100)                           | 83     | [ 61 ]  |
| لبنان (The Official Lebanese Top 20)                        | 5      | [ 62 ]  |
| المكسيك (Billboard)                                         | 1      | [ 63 ]  |
| هولندا (Dutch Top 40)                                       | 12     | [ 64 ]  |
| نيوزيلندا (Recorded Music NZ)                               | 4      | [ 65 ]  |
| النرويج (VG-lista)                                          | 8      | [ 66 ]  |
| البرتغال (AFP)                                              | 4      | [ 67 ]  |
| إسكتلندا (OCC)                                              | 4      | [ 68 ]  |
| سلوفاكيا (IFPI)                                             | 16     | [ 69 ]  |
| إسبانيا (PROMUSICAE)                                        | 16     | [ 70 ]  |
| السويد (Sverigetopplistan)                                  | 27     | [ 71 ]  |
| سويسرا (Schweizer Hitparade)                                | 15     | [ 72 ]  |
| المملكة المتحدة (OCC)                                       | 6      | [ 73 ]  |
| المملكة المتحدة (OCC Digital)                               | 4      | [ 74 ]  |
| المملكة المتحدة (OCC Dance)                                 | 1      | [ 75 ]  |
| الولايات المتحدة (Billboard Hot 100)                        | 5      | [ 76 ]  |
| الولايات المتحدة (Billboard Adult Pop Songs)                | 20     | [ 77 ]  |
| الولايات المتحدة (Billboard Hot Dance Club Songs)           | 1      | [ 78 ]  |
| الولايات المتحدة (Billboard Dance/Electronic Digital Songs) | 1      | [ 79 ]  |
| الولايات المتحدة (Billboard Dance/Mix Show Airplay)         | 1      | [ 80 ]  |
| الولايات المتحدة (Billboard Digital Songs)                  | 6      | [ 81 ]  |
| الولايات المتحدة (Billboard Latin Airplay)                  | 12     | [ 82 ]  |
| الولايات المتحدة (Billboard Latin Pop Songs)                | 4      | [ 83 ]  |
| الولايات المتحدة (Billboard Hot Latin Songs)                | 12     | [ 84 ]  |
| الولايات المتحدة (Billboard On-Demand Songs)                | 16     | [ 85 ]  |
| الولايات المتحدة (Billboard Pop Songs)                      | 3      | [ 86 ]  |
| الولايات المتحدة (Billboard R&B/Hip-Hop Airplay)            | 56     | [ 87 ]  |
| الولايات المتحدة (Billboard Hot R&B/Hip-Hop Songs)          | 56     | [ 88 ]  |
| الولايات المتحدة (Billboard Radio Songs)                    | 2      | [ 89 ]  |
| الولايات المتحدة (Billboard Songs Of The Summer)            | 5      | [ 90 ]  |
| الولايات المتحدة (Billboard Tropical Songs)                 | 20     | [ 91 ]  |
| الولايات المتحدة (Billboard YouTube)                        | 3      | [ 92 ]  |
| فنزويلا (Record Report)                                     | 2      | [ 93 ]  |

| الرسم البياني (2012)                              | المركز | المصادر |
| ------------------------------------------------- | ------ | ------- |
| أستراليا (ARIA)                                   | 53     | [ 94 ]  |
| بلجيكا (Ultratop 50 Flanders)                     | 39     | [ 95 ]  |
| بلجيكا (Ultratop 50 Wallonia)                     | 25     | [ 96 ]  |
| كندا (Canadian Hot 100)                           | 26     | [ 97 ]  |
| الدنمارك (Tracklisten)                            | 29     | [ 98 ]  |
| فرنسا (SNEP)                                      | 23     | [ 99 ]  |
| المجر (Rádiós Top 40)                             | 28     | [ 100 ] |
| المجر (Dance Top 40)                              | 33     | [ 101 ] |
| هولندا (Dutch Top 40)                             | 48     | [ 102 ] |
| هولندا (Mega Single Top 100)                      | 55     | [ 103 ] |
| نيوزيلندا (Recorded Music NZ)                     | 25     | [ 104 ] |
| بولندا (ZPAV)                                     | 9      | [ 105 ] |
| إسبانيا (PROMUSICAE)                              | 47     | [ 106 ] |
| السويد (Sverigetopplistan)                        | 51     | [ 107 ] |
| المملكة المتحدة (OCC)                             | 32     | [ 24 ]  |
| الولايات المتحدة (Billboard Hot 100)              | 21     | [ 108 ] |
| الولايات المتحدة (Billboard Hot Dance Club Songs) | 5      | [ 109 ] |
| الولايات المتحدة (Billboard Digital Songs)        | 46     | [ 110 ] |
| الولايات المتحدة (Billboard Latin Pop Songs)      | 33     | [ 111 ] |
| الولايات المتحدة (Billboard Hot Latin Songs)      | 43     | [ 112 ] |
| الولايات المتحدة (Billboard On-Demand Songs)      | 45     | [ 113 ] |
| الولايات المتحدة (Billboard Pop Songs)            | 16     | [ 114 ] |
| الولايات المتحدة (Billboard R&B/Hip-Hop Airplay)  | 56     | [ 87 ]  |
| الولايات المتحدة (Billboard Radio Songs)          | 11     | [ 115 ] |

## الشهادات
| الدولة           | المزود         | الشهادات     | المبيعات  | المصادر |
| ---------------- | -------------- | ------------ | --------- | ------- |
| أستراليا         | (ARIA)         | 2× بلاتينيوم | 140,000   | [ 116 ] |
| بلجيكا           | (BEA)          | غولد         | 15,000    | [ 117 ] |
| الدنمارك         | (IFPI Denmark) | بلاتينيوم    | 30,000    | [ 118 ] |
| إيطاليا          | (FIMI)         | غولد         | 15,000    | [ 119 ] |
| المكسيك          | (AMPROFON)     | بلاتينيوم    | 60,000    | [ 120 ] |
| نيوزيلندا        | (RMNZ)         | بلاتينيوم    | 15,000    | [ 121 ] |
| السويد           | (GLF)          | 2× بلاتينيوم | 80,000    | [ 122 ] |
| المملكة المتحدة  | (BPI)          | غولد         | 422,200   | [ 123 ] |
| الولايات المتحدة | (RIAA)         | بلاتينيوم    | 1,000,000 | [ 124 ] |

## تاريخ الإصدار
| الدولة           | التاريخ        | نوع الإصدار                                 | المصادر         |
| ---------------- | -------------- | ------------------------------------------- | --------------- |
| الولايات المتحدة | 8 مايو، 2012   | مينستريم                                    | [ 2 ]           |
| الولايات المتحدة | 22 مايو، 2012  | تحميل رقمي (ريمكسات)                        | [ 125 ]         |
| إيطاليا          | 21 مايو، 2012  | تحميل رقمي (ريمكسات)                        | [ 126 ]         |
| المملكة المتحدة  | 27 مايو، 2012  | تحميل رقمي (ريمكسات)                        | [ 127 ]         |
| ألمانيا          | 25 مايو، 2012  | أسطوانة منفردة، ريمكسات رقمية أسطوانة مطولة | [ 128 ] [ 129 ] |
| الولايات المتحدة | 28 مايو، 2012  | أدولت كونتيمبوراري راديو                    | [ 130 ] [ 131 ] |
| الولايات المتحدة | 19 يونيو، 2012 | كالفين هاريس إكستينتيد مكس                  | [ 130 ] [ 131 ] |